# Березовка (Сюмсинський район)
Бере́зовка (рос. Берёзовка) — присілок (в минулому селище) у складі Сюмсинського району Удмуртії, Росія.

## Населення
Населення — 2 особи (2010; 25 в 2002).
Національний склад (2002):
- росіяни — 60 %
- удмурти — 40 %

## Історія
Селище було засноване 1959 року із переселенців Постольського ліспромгоспу. До середини 1990-их років до присілка була проведена гілка Кільмезької вузькоколійної залізниці, на початку якої на головній магістралі розташовувалась однойменна залізнична станція.

## Урбаноніми[4]
- проспекти — Пролетарський
- вулиці — Жданова, Короленка, Лісова, Шкільна